# Lycoriella eflagellata
Lycoriella eflagellata är en tvåvingeart som beskrevs av Risto Kalevi Tuomikoski 1960. Lycoriella eflagellata ingår i släktet Lycoriella, och familjen sorgmyggor. Arten är reproducerande i Sverige.